# Cleómenes III
Cleómenes III (en griego: Κλεομένης Γ) fue el rey agíada de Esparta de 235 a 222 a. C., hijo y sucesor de Leónidas II.
Desde 229 a 222 a. C., hizo la guerra a la liga Aquea liderada por Arato de Sición. Intentó reformar el Estado espartano. Derrotado por los aqueos en la Batalla de Selasia en 222 a. C., huyó al Egipto Ptolemaico. Después de una revuelta fallida en 219 a. C. se suicidó.

## Primeros años
Cleómenes nació en Esparta, hijo de Leónidas II perteneciente a la dinastía de los Agíadas y de su esposa Cratesicleia. El año exacto del nacimiento de Cleómenes es desconocido pero el historiador Peter Green lo pone entre 265 a. C. y 260 a. C. Como parte de su agogé y de acuerdo con la tradición pederastica, era aites de Xenares. Más tarde sería eispnelos de Panteo, que murió con él en una muerte heroica.
Alrededor del 242 a. C., Leónidas fue exiliado de Esparta y forzado a buscar refugio en el templo de Atenea después de la oposición de las reformas del rey euripóntida, Agis IV. El cuñado de Cleómenes, Cleómbroto, que era partidario de Agis, se hizo con el trono. Mientras tanto, Agis, que había comenzado sus reformas continuó una campaña cerca del Istmo de Corinto que presentó a Leónidas como una oportunidad de recuperar su trono. Rápidamente depuso a Cleómbroto y cuando Agis volvió a Esparta, lo capturó y ejecutó.
Después de la ejecución de Agis, Cleómenes que tenía alrededor de dieciocho años en aquel tiempo, su padre arregló una boda con la viuda de Agis, Agiatis, que era una heredera rica. Según la leyenda, Cleómenes cazaba cuando su padre le envió un mensaje con que tenía que volver inmediatamente a Esparta. Cuando volvió a la ciudad, vio que estaba siendo decorado para una boda y cuando le preguntó a su padre quien se casaba, su padre contestó que era él. Se relata que Cleómenes dudaba si casarse, porque su padre había matado al marido de Agiatis. Con el matrimonio resuelto, Agiatis informó a Cleómenes sobre Agis y su plan.

## Reinado

### Los primeros años
Tras la muerte de su padre, Cleómenes ascendió al trono de Esparta en 235 a. C. y fue inspirado por Agis y comenzó las reformas. Mientras tanto, la Liga Aquea, bajo el mando de Arato intentó unificar el Peloponeso. Cuando se enteró de la muerte de Leónidas, Arato empezó a atacar las ciudades de Arcadia fronterizas con Acaya. Plutarco dice que Arato hizo dichos movimientos para ver hacia dónde se inclinaba Esparta.

### Guerra de Cleómenes
En 229 a. C., las ciudades de Tegea, Mantinea, Cafias y Orcómeno -que se habían aliado con la Liga Etolia- se separaron a Esparta. Los historiadores Polibio y William Smith alegan que Cleómenes sitió dichas ciudades por su traición; sin embargo el traductor de Plutarco, Richard Talbert, afirma que lo hizo por desquite. Después de ese año, los éforos le mandaron a que tomara el templo y castillo de Atena, llamado Belbina, un fuerte fronterizo en el límite de Esparta con Megalópolis, que era disputado por ambas polis. El rey espartano ocupó el fuerte y lo fortificó. Mientras, la Liga Aquea convocó una reunión de su asamblea y declaró la guerra a Esparta. En respuesta a la fortificación del fuerte, Arato hizo un ataque nocturno sobre Tegea y Orcómeno, pero cuando sus partidarios del interior de dichas ciudades fallaron, se retiró esperando pasar desapercibido.
Cleómenes descubrió el intento de ataque nocturno y envió un mensaje a Arato preguntándole por el propósito de la expedición. Arato contestó que había ido para parar la fortificación del castillo de Atena. 
Renunciando a la política de su padre, y empujado por su esposa Agiatis, viuda de Agis IV, y por el filósofo estoico Esfero de Borístenes, Cleómenes III se alzó como restaurador de las reformas sociales emprendidas por Agis IV, coincidiendo con un momento de graves amenazas extranjeras para Esparta, ante el expansionismo de la Liga Aquea. Pero antes de iniciar sus reformas Cleómenes quiso restaurar el prestigio de las armas espartanas, declarando la guerra a los aqueos, cuya Liga había sido reforzada con el ingreso de Megalópolis y la influencia de Lidíadas. En el 228 a. C. se iniciaron las hostilidades, que quedaron en suspenso al negarse los comandantes aqueos Arato y Aristómaco a librar una batalla en Palantio.
Cleómenes no desistió, y en el 227 a. C. logró que los subsidios que Ptolomeo III de Egipto destinaba a los aqueos para contrarrestar el poderío macedonio fueran a parar a Esparta. En el campo de batalla derrotó a Arato en dos ocasiones, una en el monte Liceo y otra en Laodicea, donde murió Lidíadas. Estos triunfos decidieron a Cleómenes a dar un verdadero golpe de Estado en Esparta, eliminando toda oposición a sus planes reformistas. Cuatro de los cinco éforos fueron asesinados, los 80 principales latifundistas exiliados e instigó el asesinato de su colega el euripóntida Arquidamo V, nombrando rey a su hermano Euclidas, rompiendo así siglos de tradición ininterrumpida en un acto de ilegalidad constitucional, al ser ambos diarcas de la misma dinastía. La tierra fue redistribuida en 4.000 porciones (kleros) y se amplió el cuerpo de ciudadanos al admitir a los periecos. Se reimplantaron la antigua educación y las formas de vida tradicionales, y el eforato fue suprimido. El objeto de las reformas era reconstruir el valor militar espartano y su hegemonía. Reorganizó el ejército siguiendo el modelo macedónico, para hacerlo no sólo un instrumento de defensa, sino de conquista. Su objetivo era un Peloponeso unido bajo una Esparta reformada y reforzada, una potencia capaz de desafiar a Macedonia.
En el 226 a. C. el nuevo ejército espartano ocupó la mayor parte de Arcadia y la Argólida y venció a los aqueos en Dyme, forzando un paz que prácticamente reconocía la hegemonía espartana en el Peloponeso. Sin embargo, al ir a ratificarse oficialmente el tratado, Cleómenes sufrió una hemorragia, y el acto se pospuso para el año siguiente, lo que fue aprovechado por Arato para lograr que los aqueos renegaran de lo pactado.
Las hostilidades se reanudaron en el 225 a. C. Cleómenes, reforzado con una alianza formal con Egipto, logró importantes victorias tomando las principales ciudades de la Liga Aquea, que quedó al borde de la disolución. Además, Cleómenes alzó sus banderas en favor de los pobres contra la Liga, defensora de los intereses egoístas de los más pudientes. Sin embargo, al no realizar las esperadas reformas en las ciudades conquistadas, causó gran decepción entre sus partidarios.
En todo caso, la acción militar fue la que terminó con sus planes. Antígono III de Macedonia se alió con Arato a cambio de Corinto.

### Derrota y exilio
En el 224 a. C. Cleómenes fortificó el istmo de Corinto, pero no pudo resistir el asalto macedonio y fue perdiendo posiciones. Una revuelta en Argos le facilitó la empresa a Antígono. Ptolomeo II le cortó los subsidios y, falto de hombres y dinero, Cleómenes vendió su libertad a 6000 hilotas y empleó los fondos en contratar mercenarios.
En el 222 a. C. 28 000 macedonios y 20 000 espartanos se enfrentaron en la batalla de Selasia en el camino a Tegea. A pesar de ser una posición bien elegida y de la experta dirección de Cleómenes, los espartanos fueron abrumados. Según Plutarco, de los 6000 lacedemonios que lucharon en la batalla solamente 200 sobrevivieron. Esparta, completamente derrotada, se vio obligada a ingresar en la Liga Aquea.
Depuesto, Cleómenes logró escapar con un pequeño contingente de caballería y buscó refugio en el Egipto Ptolemaico con la esperanza de levantar otro ejército. El nuevo faraón, Ptolomeo IV, le negó toda ayuda y le retuvo a la fuerza. Intentó provocar una revolución social contra los lágidas, encontrando la muerte (219 a. C.).